# Москалюк Михайло Юрійович
Миха́йло Москалю́к (псевдо: «Спартан», «Лис»; нар. 8 вересня 1921, с. Іванівці, Коломийський район — пом. 2 лютого 1950, с. Іванівці, Коломийський район) — український військовик, поручник УПА, один з останніх керівників Української Повстанської Армії, сотенний сотні УПА імені Михайла Колодзінського, Борець  за незалежність України у ХХ сторіччі. Лицар Бронзового хреста бойової заслуги (22.01.1946).

## Життєпис
Народився в сім'ї Юрія і Марії Москалюків. Михайло був найстаршим серед трьох дітей. В рядах ОУН — із 1939-го.
На початку Другої світової війни пройшов старшинський вишкіл у складі Дружини Українських Націоналістів та українського батальйону «Нахтіґаль», очолюваного Романом Шухевичем. У 1941 році брав участь у встановленні української влади у Львові, у складі українського батальйону був учасником проголошення там 30 червня 1941 Степаном Бандерою, Ярославом Стецьком та іншими керівниками ОУН відновлення Української держави.
Пізніше Москалюк, як підстаршина, у складі 201-й батальйону шуцманшафту боровся проти радянських партизанів на Поліссі, був важко поранений, втратив око. Через черговий конфлікт з німецьким командуванням батальйон було розформовано наприкінці 1942 року. 
У 1943 році Михайло Москалюк повернувся в рідне село та став бунчужним вишкільного куреня УНС «Чорні Чорти» ім. Є. Коновальця в Чорному Лісі. Восени 1944-го очолив створену на полонині Малиновище (Богородчанський район) сотню УПА і разом із командиром 4-го ВО «Говерля» М. Твердохлібом («Громом») перейшов на терени Коломийщини. Сотня блойовиків УПА була кількістю близько 300 стрільців. Взяв собі псевдо «Спартан» (від імені 300 мужніх спартанців). В сотню «Спартана» входили хлопці з Іванівців, Товмачика, Саджавки, Кийданців, Княждвора, Печеніжина, Молодятина та деяких інших сіл краю (за різними даними, близько 100 осіб).
У вересні — жовтні 1944 сотня під командуванням «Спартана» воює із червонопагонниками біля Заболотова і Снятина, рейдує Коломийським, Печеніжинським і Косівським районами. Деякий час у сотні Михайла Москалюка перебував тепер відомий поет Герой України Дмитро Павличко.  У своєму вірші «Спартан» він створив образ нескореного сотенного, який вмів дивитися у майбутнє.
31 вересня 1945 року присвоєно звання хорунжий, а 15 лютого 1946 року — поручник УПА.
У 1947 найбільш боєздатними в Коломийській окрузі були сотні «Березівська» і «Спартана». За твердженням письменника лауреата Шевченківської премії Михайла Андрусяка, знаного дослідника національно-визвольної боротьби, «Спартан» у 46—49 рр. обіймав посади військового і організаційного референтів Коломийського надрайонного проводів, у 49—50-х — референта пропаганди цього надрайону.

Сотня «Спартана» майже сорок разів була у ворожому оточенні, багато втрачала, але щоразу швидко відновлювала сили і продовжувала успішно вести важку боротьбу.

## Загибель. Пам'ять
Радянська влада за голову «Спартана» обіцяла пів мільйона рублів. Однак ще декілька років «Спартан» був невловимим. Лише 2 лютого 1950 карателям з допомогою зрадника вдалось оточити будинок Москалюків, під яким був розташований схрон повстанців. «Спартан» не здався ворогам живим, він загинув разом зі своєю дружиною Ольгою та ординарцем Прокопом Рибчуком. Зрадник, ним виявився чоловік його рідної сестри Марії, невдовзі був страчений за вироком окружного трибуналу УПА.
У селі на місці загибелі провідника встановлено пам'ятну дошку та пам'ятник.